# Hus (fisk)
För andra betydelser, se hus (olika betydelser).
Hus (Huso huso), också kallad beluga eller husblosstör, är en anadrom fisk som ingår i släktet Huso, och familjen störar. Inga underarter finns listade. Denna är en av de primitivaste ordningarna bland klassen benfiskar, med ett nästan helt broskartat skelett. Husen beskrevs först av Linné 1758 under namnet Acipenser huso. 
Av rommen från hus framställs kaviar.

## Utseende
Husen är en långsmal, hajliknade fisk med spetsig nos. Översidan är brunaktig till gråsvart, undersidan ljusare beige till blekgul. Som alla störar saknar den fjäll, men har i stället fem längsgående rader med kraftiga benplattor. Den kan uppnå en längd av 9 m och en maximal vikt av 1,5 ton (vissa källor anger över 2 ton), men är oftast mindre. Detta gör den till den största stören, och den största fisk som påträffas i sötvatten. Framför den platta, utskjutbara munnen finns fyra runda, avlånga skäggtömmar. Avståndet från skägtömmarna till munnen är kortare än avståndet till nosens spets.
Antalet tagg- och mjukstålar i ryggfenan är 60 och analfenan har 20 till 41 strålar.

## Utbredning
Husen förekommer i norra Adriatiska havet, Svarta havet och Kaspiska havet samt i tillhörande floder. Inplanterad i Östersjön av dåvarande Sovjetunionen. Påträffad i Bråviken i Sverige den 12 april 1982.

## Ekologi
Husen är en vandringsfisk som från havet vandrar upp i floder för att leka i samband med vårfloden. De nykläckta ynglen driver med floden mot havet. Husen använder sina skäggtömmar som hjälp när den födosöker och den lever framför allt av fisk. Högsta uppmätta ålder är 118 år.
Födan utgörs främst av mindre fiskar samt av musslor, kräftdjur och andra små ryggradslösa djur.

## Husen och människan

### Status och hot
IUCN kategoriserar arten globalt som akut hotad.

### Ekonomisk betydelse
Av rommen från hus framställs rysk kaviar. "Rysk kaviar" framställs även ur en del andra störfiskar. Även köttet ätes, färskt, fruset eller rökt. Simblåsan ger husbloss.

## Namn
Husen kallas också huse, husstör, husblosstör eller beluga. Det sistnämnda trivialnamnet används dock också för vitvalen.